# Col de Naves
Le col de Naves est un col ferroviaire, routier et autoroutier situé dans le département français de l'Allier en Auvergne-Rhône-Alpes, à l'ouest de Vichy. Son altitude est de 330 mètres.

## Géographie
Le col se situe dans la commune de Naves à l'est du village, entre la vallée de la Sioule et celle de la Bouble. Il est encadré par le plateau de Naves à l'ouest et la butte de Marléon à l'est.
Il est emprunté par la route départementale 68 de Gannat à Montmarault par Bellenaves, par l'autoroute A71 « l'Arverne » (route européenne 11) reliant Bourges à Clermont-Ferrand et par la ligne de chemin de fer de Gannat à Montluçon, portion de la liaison Lyon – Bordeaux via Limoges. La voie ferroviaire passe sous l'autoroute à quelques encablures au sud du col.

## Histoire
Le col de Naves est, depuis l'Antiquité au moins, une voie de passage importante. La voie romaine qui reliait Augustonemetum (Clermont-Ferrand) à Avaricum (Bourges) y passait.